# Episodi di The Last Ship (terza stagione)
La terza stagione della serie televisiva The Last Ship, composta da 13 episodi, è stata trasmessa in prima visione assoluta negli Stati Uniti d'America dal canale via cavo TNT dal 30 maggio all'11 settembre 2016. 
In Italia la stagione è andata in onda su Premium Action dal 25 dicembre 2016 al 5 febbraio 2017. In chiaro è stata trasmessa sul 20 dal 4 giugno 2018 in seconda serata.
| nº | Titolo originale | Titolo italiano        | Prima TV USA      | Prima TV Italia  |
| -- | ---------------- | ---------------------- | ----------------- | ---------------- |
| 1  | The Scott Effect | Di nuovo in mare       | 30 maggio 2016    | 25 dicembre 2016 |
| 2  | Rising Sun       | Sole nascente          | 19 giugno 2016    | 25 dicembre 2016 |
| 3  | Shanzhai         | Shanzhai               | 26 giugno 2016    | 1 gennaio 2017   |
| 4  | Devil My Care    | Nelle mani del diavolo | 3 luglio 2016     | 1 gennaio 2017   |
| 5  | Minefield        | Campo minato           | 10 luglio 2016    | 8 gennaio 2017   |
| 6  | Dog Day          | Guerriglia             | 17 luglio 2016    | 8 gennaio 2017   |
| 7  | In the Dark      | Fuga nel buio          | 24 luglio 2016    | 15 gennaio 2017  |
| 8  | Sea Change       | Un nuovo presidente    | 31 luglio 2016    | 15 gennaio 2017  |
| 9  | Paradise         | L'isola perfetta       | 14 agosto 2016    | 22 gennaio 2017  |
| 10 | Scuttle          | Il muro                | 21 agosto 2016    | 22 gennaio 2017  |
| 11 | Legacy           | Eredità                | 28 agosto 2016    | 29 gennaio 2017  |
| 12 | Resistance       | Resistenza             | 4 settembre 2016  | 29 gennaio 2017  |
| 13 | Don't Look Back  | Ultimo atto            | 11 settembre 2016 | 5 febbraio 2017  |

## Di nuovo in mare
- Titolo originale: The Scott Effect
- Diretto da: Michael Katleman
- Scritto da: Steven Kane

### Trama
Sono passati alcuni mesi dagli eventi dell'ultimo episodio e dalla morte della dottoressa Scott. Chandler promosso capitano, avendo rifiutato il titolo di ammiraglio, è stato nominato Capo delle Operazioni Navali. Il capitano Slattery, anche lui promosso, è diventato il comandante della USS Nathan James. Il Comandante Green, che ha partorito, è diventata il vice capo di gabinetto del presidente. La James si trova in Vietnam per la consegna della cura; l'equipaggio viene invitato a una festa di ringraziamento, durante la quale vengono rapiti da un gruppo di pirati locali. Il comandante Chandler viene inviato in Cina per indagare sulla sparizione delle casse contenenti la cura. Durante la cena ha un confronto diretto con il presidente Peng, e scopre che l'agente dell'intelligence Cooper fa contrabbando verso le zone volutamente isolate da Peng. Richiamato in patria per il rapimento di parte dell'equipaggio della James, decide invece di rimanere in Asia per indagare insieme a Cooper e Wolf. Vede infine esplodere il suo aereo poco dopo il decollo e subito dopo appaiono soldati cinesi che gli sparano addosso. Alla Casa Bianca sono alle prese con l'insofferenza del popolo verso le restrizioni del presidente, mentre anche i leader regionali sembrano non voler rispettare Michener; a tutto questo si aggiungono delle interferenze nelle comunicazioni con la James.

## Sole nascente
- Titolo originale: Rising Suna
- Diretto da: Michael Katleman
- Scritto da: Hank Steinberg

### Trama
I tenenti Green e Burk riescono a salvarsi dal rapimento e cercano di rientrare a bordo della James, che nel frattempo è senza il capitano e il primo ufficiale. Burk resta ferito in un confronto con dei pirati, ma riescono a interrogarli e scoprono che i rapitori sono giapponesi. Chandler insieme a Wolf e Cooper cerca un modo di tornare a bordo; l'aiuto gli giunge da Jesse, una pilota cinese amica di Cooper. Lungo la strada verso l'elicottero incontrano un posto di blocco che li sta cercando per giustiziarli. Riescono a tornare a bordo con l'elicottero, così come Burk e Green grazie a un barchino, ma prima di giungere alla James riescono distruggere una nave dei rapitori che sta dando loro la caccia. Nel frattempo sulla nave dei pirati Mason, all'oscuro dei suoi compagni, muore dissanguato per l'eccessivo prelievo di sangue, e il comandante Garnett scopre che i prigionieri hanno un pasto migliore dell'equipaggio. In America arriva un messaggio di Peng che avvisa dell'esplosione dell'aereo di Chandler con la sua probabile morte.

## Shanzhai
- Titolo originale: Shanzhai
- Diretto da: Paul Holahan
- Scritto da: Jorge Zamacona

### Trama
Chandler, salito a bordo della James, nomina il tenente comandante Burk (fratello del tenente Burk) nuovo TAO, mentre il tenente Granderson viene nominata vicecomandante in attesa del recupero dell'equipaggio. Per cercare di capire cosa sia successo all'equipaggio, il comandante Chandler si reca con una squadra a Shanzai dove ha un confronto diretto con gli agenti del servizio segreto cinese; Wolf intanto riesce a tenere testa allo spietato ministro della sicurezza interna. Nel frattempo a Saint Louis la situazione non migliora: un giornalista vecchia conoscenza del comandante Green inizia a effettuare degli attacchi sempre più diretti verso il presidente.

## Nelle mani del diavolo
- Titolo originale: Davil May Care
- Diretto da: Paul Holahan
- Scritto da: Jorge Zamacona

### Trama
Il rapitore, un capitano pirata giapponese di nome Takehaya, ha rivelato le sue intenzioni: vuole tenere con sé l'equipaggio per prelevar loro il sangue al fine di trasfonderlo, dato che la cura non ha avuto effetto. Per avere delle informazioni sulla sua posizione Chandler decide di fare irruzione nella tenuta di Peng e interrogarlo, poiché lui conosce l'esatta posizione della base pirata.

## Campo minato
- Titolo originale: Minefield
- Diretto da: Peter Weller
- Scritto da: Mark Malone

### Trama
La USS Nathan James per giungere al nascondiglio di Takehaya deve attraversare un tratto di mare minato, con mine ad attivazione sonora. Per evitare di affondare fra le mine, viene fatto decollare l'elicottero in avanscoperta con un sensore per attivare le mine e un gommone a lato per le restanti. Quando è in volo viene avvistato un siluro, lanciato da una nave non visibile. Nel campo di prigionia, nel frattempo, il comandante Garnett trova un'antenna e grazie a essa riesce a inviare un segnale alla James.

## Guerriglia
- Titolo originale: Dog Day
- Diretto da: Michael Nankin
- Scritto da: Jill Blankenship e Onalee Hunter Hughes

### Trama
L'equipaggio della James sbarca sull'isola ma al campo non ci sono tracce dei rapitori. Mentre sono in perlustrazione dell'isola due uomini vengono uccisi da un cecchino che non riescono a identificare, neppure con i sensori termici, ma presto scoprono che gli assalitori si nascondono in gallerie sotterranee. Facendo saltare una galleria costringono gli uomini a uscire fuori nella giungla. Così riescono a salvare Slattery, Garnett, Jeter e Diaz, ma mancano all'appello ancora Rios e Miller. Nel frattempo anche Cruz viene ucciso dai pirati. Tornati indietro per cercare gli ultimi due, trovano ad attenderli i servizi segreti cinesi che vengono annientati solo grazie al supporto del Mark 45 della James. Sconfitti i cinesi, tornano a cercare gli ultimi due componenti che vengono intercettati da Takehaya, il quale viene costretto ad arrendersi, anche grazie alla mediazione della moglie incinta. Quindi possono fare tutti ritorno sulla James che decide di mantenere il silenzio radio per sfuggire alle navi cinesi che hanno sbarcato gli agenti.

## Fuga nel buio
- Titolo originale: In the Dark
- Diretto da: Steven Kane
- Scritto da: Katie Swain

### Trama
A Saint Louis un giornalista intervista l'assassino della dottoressa Scott, ormai condannato, per farsi rivelare i segreti del presidente Michener. Dopo l'intervista manda in onda un servizio sulla morte della famiglia Michener e la propagazione dell'epidemia in Florida. Nel frattempo in Asia la James è alle prese con 4 cacciatorpediniere cinesi. Per evitare di affrontarle contemporaneamente decide di oscurarsi fino a quando non ha attraversato l'isola. Successivamente si vede la James fra due navi che la scambiano l'una per l'altra e cercano di contattarlo. Chandler, per evitare di essere distrutto, finge un'interferenza fino a quando non arrivano in una zona sicura. Nel finale il comandante Green entra nella stanza del presidente Michener e lo trova impiccato per il rimorso per la morte dei figli.

## Un nuovo presidente
- Titolo originale: Sea Change
- Diretto da: Jennifer Lynch
- Scritto da: Sarah H. Haught

### Trama
A Saint Louis torna il nuovo presidente Oliver, ma il leader regionale del Nord-Pacifico diserta i funerali di Micherner, mentre gli altri membri dello staff si scagliano contro l'operato del presidente Michener; l'unica a difenderlo è il comandante Green. Nel frattempo la James con l'aiuto di Takehaya riesce ad affondare una nave e a seminare le altre tre. Decidono quindi di fare visita a un criminale locale che vende informazioni al miglior offerente sulle navi che transitano nel mar cinese meridionale. Giunti dalla sua famiglia si scopre che sono stati preceduti dai servizi segreti cinesi con il ministro della sicurezza interna; dopo un duro scontro Wolf riesce a ucciderlo e interrogano il criminale, il quale rivela che il governo cinese non vuole che siano toccate una certa tipologia di barche con un simbolo sopra. La James si mette alla ricerca di queste barche e ne trova una che trasporta apparentemente casse di droga, ma con un doppiofondo per delle bombe a grappolo. Sulla James le bombe vengono analizzate: si scopre che non contengono esplosivo ma un gas che rende il vaccino inutile in chi lo deve ancora ricevere. A Saint Louis nel frattempo il comandante Green viene estromessa dal consiglio per tutti quegli argomenti che non riguardano la guerra.

## L'isola perfetta
- Titolo originale: Paradise
- Diretto da: Paul Holahan
- Scritto da: Jorge Zamacona

### Trama
Gli uomini della James sono alla ricerca della fabbrica di produzione del gas letale. Per questo approdano su un'isola, un'ex base americana, popolata da persone pacifiche solo di facciata. Infatti in una parte remota della base si trova una guarnigione cinese con un laboratorio per produrre il gas; quando arriva la squadra del comandante Chandler i missili sono già stati prelevati da una nave di Peng. Per questo dopo aver ottenuto l'appoggio del presidente Oliver decide di attaccare la nave nello stretto di Formosa. A Saint Louis il comandante Green riesce a decodificare l'interferenza e trova un'amara sorpresa: infatti è un codice per indicare le azioni della James. Tenta infine di annullare l'attacco, ma ormai è tardi e le tre navi vengono attaccate da una base missilistica sulla terraferma: solo la James riesce a salvarsi e a distruggere la nave. Dopo il disastroso attacco, il presidente Oliver scopre un'amara verità: dietro il complotto c'è il capo di gabinetto Shaw e quattro dei cinque leader regionali; il quinto e il segretario Rivera vengono uccisi sotto gli occhi di Kara Green dai servizi segreti.

## Il muro
- Titolo originale: Scuttle
- Diretto da: Mairzee Almas
- Scritto da: Ira Parker

### Trama
Dopo l'affondamento delle due navi americane il capitano Chandler decide di affrontare Peng, grazie l'utilizzo dei pirati giapponesi. A Saint Louis il Comandante Green scopre tutta la verità e viene bollata come nemico pubblico, ma riesce a trovare un alleato nel giornalista che attaccava il presidente Michener, il quale si sente sfruttato per far loro raggiungere lo scopo. Nel frattempo il presidente Oliver sotto ricatto è costretto a far arrestare il capitano Chandler dal capitano Maylan, il quale già era diffidente nelle metodiche di Chandle, e sollevare Slattery dal comando. Slattery non si arrende e insieme a Cooper, Green, Burk e Taylor decide di riprendere il controllo della James, ma senza sparare un colpo, solo mettendo agli arresti gli ufficiali fedeli a Maylan.

## Eredità
- Titolo originale: Legacy
- Diretto da: Paul Holahan
- Scritto da: Hiram Martinez

### Trama
Kara è alla ricerca di altri alleati in patria, e cerca di contattare Tex; il messaggio viene intercettato da Roberta Price, una dei leader regionali, la quale sta tenendo in ostaggio Tex e invia i suoi uomini contro il comandante Green. In Asia Chandler decide di intercettare Peng e si reca ad affrontarlo nella baia di Tokyo dove quest'ultimo sta razziando i tesori del Giappone scortato dalle ultime due navi. Il piano prevede che Slattery, con l'ausilio di una squadra, si impossessi dell'unica nave visibile, mentre Chandler guida una squadra di marinai e pirati sulla terra. Il piano inizia ma la seconda nave rivela la sua posizione e si appresta a distruggere la James e l'altra nave, ma il capitano Slattery riesce a distruggerla. Sulla terra il comandante Chandler prende il controllo della baia e cerca Peng, il quale viene ucciso da Takehaya in un raptus di rabbia per ciò che ha fatto contro il suo popolo. Takehaya infine decide di rimanere in patria e crescere il figlio fino a quando il virus non lo ucciderà. In America Kara riesce a mettersi in contatto con Tex e uccidere gli uomini della Price. Con questo escogita un piano per prelevare il presidente dalla Casa Bianca durante la conferenza in cui smantellerà gli Stati Uniti d'America. Il piano riesce ma vengono uccisi gli uomini di Tex e il giornalista amico del comandante Green. Per vendetta Allison Shaw decide di attuare ugualmente il piano e fa uccidere tutti i generali comandanti di basi a lei ostili facendoli rimpiazzare con i suoi uomini. Visto il video, la James fa rotta verso la base navale di San Diego, la stessa direzione viene presa da Tex, Kara, il presidente Oliver e Kathleen, la figlia di Tex.

## Resistenza
- Titolo originale: Resistance
- Diretto da: Anton Cropper
- Scritto da: Mark Malone e Nic van Zeebroeck

### Trama
È passato quasi un mese dallo scorso episodio: il gruppo del comandante Green è nei pressi di Las Vegas e decide di fare scorta di cibo, ma scoprono che ormai nessuno più vive lì, poiché tutta la popolazione è stata portata via per farla lavorare nelle centrali dei leader regionali. A Saint Louis i leader regionali sono in disaccordo su come spartirsi i territori del Senatore Beatty, ucciso dagli uomini della Shaw, ma anche la stessa Shaw vuole la sua parte, chiedendo il controllo di Saint Louis. La James è giunta nei pressi della base navale, ma viene affondata da una serie di missili lanciati da Saint Louis, sotto gli occhi increduli del gruppo del comandante Green, la quale decide di tornare da suo figlio, ma solo dopo essersi vendicata; tentano quindi un'irruzione nella base ma vengono fermati dal comandante Chandler e il tenente Green: infatti la nave non era la James ma una cinese usata da esca. Inizia quindi il piano per sconfiggere i leader, che prevede l'interruzione delle linee ferroviarie e la presa del treno. Il piano riesce, ma le persone sul treno chiedono di poter essere portate dalla Price per ottenere il cibo promesso. Con il treno fuori uso il leader Castillo deve recarsi sul posto, dove viene arrestato e portato sulla James e interrogato, mentre gli uomini della base giurano fedeltà al presidente Oliver.

## Ultimo atto
- Titolo originale: Don't Look Back
- Diretto da: Peter Weller
- Scritto da: Jill Blankenship e Onalee Hunter Hughes

### Trama
La puntata si apre con un flashback sull'assassinio del presidente. Allison Shaw nel frattempo sta cercando qualcosa per la fase due del piano. Sulla Nathan James invece l'equipaggio si sta preparando per prelevare i leader restanti e la Shaw. Slattery e Taylor prendono Croft a New York; Green e Miller prelevano Wilson dal suo ranch in Iowa, mentre i gruppi di Green e Tex non trovano la Shaw e la Price. Le due donne infatti sono alla Casa Bianca pronte per sferrare un nuovo attacco alla James; nel mentre un agente dei servizi dà la conferma di aver trovato ciò che cercava per la fase due e allora la Shaw fa uccidere Roberta Price nello studio ovale. La James è nuovamente sotto attacco con missili lanciati da un drone non tracciabile controllato proprio da Saint Louis; uno di questi mette fuori uso i sistemi difensivi della James e il capitano Chandler si vede costretto a far attaccare la Casa Bianca dagli unici tre uomini sul posto, il comandante Green, Cooper e il tenente Burk; i tre riescono a farsi strada fino allo studio ovale, ma lì c'è soltanto la consolle del drone, senza nessuno a controllarla. Allison Shaw è fuggita sul suo aereo, che viene intercettato prima del decollo da Slattery: decide quindi di arrendersi solo con Chandler poiché stava facendo cercare i suoi figli e ha fatto uccidere suo padre. Chandler giunge all'aeroporto e, salito sull'aereo, riesce a far liberare i figli e a far intrufolare Tex dalla stiva. Nella fase di rullaggio Cooper uccide i piloti e Tex le guardie, mentre Slattery convince gli uomini ad arrendersi. Tex resta ferito e muore, e allora il capitano Chandler per la rabbia decide di uccidere la Shaw. Finito tutto il paese è stato pacificato e il presidente fa un discorso alla nazione; il tenente Green può finalmente conoscere suo figlio e il capitano Chandler decide di dimettersi dal suo ruolo e congedarsi dalla marina per iniziare una nuova vita.